# Okręg wyborczy Adelaide
Okręg wyborczy Adelaide – jednomandatowy okręg wyborczy do Izby Reprezentantów Australii, istniejący od 1903 roku. Od 2004 reprezentującą go posłanką jest Kate Ellis (ALP). 

## Charakterystyka
Okręg obejmuje 76 km² w samym centrum Adelaide, stolicy stanu Australia Południowa. Przez większość XX wieku okręg uchodził za bastion ALP. Sytuacja ta zmieniła się w roku 1993, kiedy po raz pierwszy kontrolę nad okręgiem na aż 11 lat przejęła LPA. Od 2004 ponownie jest on w rękach Partii Pracy. 

## Posłowie
| lp. | lata urzędowania | imię i nazwisko   | przynależność polityczna          |
| --- | ---------------- | ----------------- | --------------------------------- |
| 1   | 1903-1908        | Charles Kingston  | Partia Protekcjonistyczna         |
| 2   | 1908-1913        | Ernest Roberts    | Australijska Partia Pracy         |
| 3   | 1914-1919        | Edwin Yates       | Australijska Partia Pracy         |
| 4   | 1919-1922        | Reginald Blundell | Nacjonalistyczna Partia Australii |
| 5   | 1922-1931        | Edwin Yates       | Australijska Partia Pracy         |
| 6   | 1931-1943        | Fred Stacey       | Partia Zjednoczonej Australii     |
| 7   | 1943-1958        | Cyril Chambers    | Australijska Partia Pracy         |
| 8   | 1958-1966        | Joe Sexton        | Australijska Partia Pracy         |
| 9   | 1966-1969        | Andrew Jones      | Liberalna Partia Australii        |
| 10  | 1969-1988        | Chris Hurford     | Australijska Partia Pracy         |
| 11  | 1988-1990        | Mike Pratt        | Liberalna Partia Australii        |
| 12  | 1990-1993        | Bob Catley        | Australijska Partia Pracy         |
| 13  | 1993-2004        | Trish Worth       | Liberalna Partia Australii        |
| 14  | od 2004          | Kate Ellis        | Australijska Partia Pracy         |